# Dendrophthoe curvata
Dendrophthoe curvata är en tvåhjärtbladig växtart som beskrevs av Carl Ludwig von Blume. Dendrophthoe curvata ingår i släktet Dendrophthoe och familjen Loranthaceae. Inga underarter finns listade i Catalogue of Life.